# Ocean Wave ’97
Ocean Wave '97 war die Bezeichnung einer Kampfgruppe der Royal Navy, die im Jahre 1997 in den Fernen Osten entsandt wurde. Neben den üblichen Manövern und Übungen war die Hauptaufgabe die militärische Absicherung der Übergabe Hongkongs an die Volksrepublik China.
Das Flaggschiff der Kampfgruppe war der Flugzeugträger Illustrious. Neben diesem Flugzeugträger bestand die Flotte aus  den  Landungsschiffen Fearless, Sir Galahad, Sir Percivale und Sir Geraint. Die Zerstörer und Fregatten Gloucester, Beaver und Richmond gehörten weiter zum Verband. An Versorgungs- und Tankschiffen standen Fort George, Fort Austin und Olna zur Verfügung. Weiterhin gehörte das Atom-U-Boot Trenchant, ein Boot der Trafalgar-Klasse, zur Ocean Wave '97.
Im Verlauf des achtmonatigen Einsatzes stießen verschiedentlich andere Schiffe zur Ocean Wave '97 Gruppe, bzw. wurden Schiffe für andere Aufgaben abgestellt. Auf dem Höhepunkt des Einsatzes umfasste die Task Group mehr als 20 Einheiten.
Befehligt wurde Ocean Wave '97  von Rear Admiral Alan West.